# 王嗣美
王嗣美（1553年—？），字實之，號金宇，陝西西安府朝邑縣人，軍籍，明朝政治人物。

## 生平
萬曆四年（1576年）丙子科陝西鄉試第十六名，萬曆八年（1580年）庚辰科會試第二百二十五名，登三甲第二十三名進士。通政司觀政，本年授太原府推官，十三年七月选授南京户科给事中，十五年升四川佥事，丁憂歸。二十一年补山西河東道，二十三年轉江西粮储道右参议。再补河東道，遷山东驿传道，以病乞休。萬曆三十三年（1605年）七月复补湖广参议，三十五年六月升四川副使，八月湖广巡按史学迁疏请留任管事。

## 家族
曾祖王朝雍，曾任按察司僉事；祖父王三省，曾任知府；父王傳，曾任知縣。母郭氏。具庆下。兄嗣初、嗣中、嗣蕃（贡士）、弟嗣盛。